# Правила Уэйда
Правила Уэйда, англ. Polyhedral skeletal electron pair theory — набор правил подсчета электронов, позволяющих предсказать структуры кластерных соединений, таких как бораны и карбораны. Эти правила впервые были сформулированы Кеннетом Уэйдом (англ. Kenneth Wade) в 1971 году и затем доработаны Майклом Мингосом (англ. Michael Mingos) и другими исследователями. Правила основаны на представлениях теории молекулярных орбиталей о химической связи.

## Предсказание структуры кластерных соединений
Различные правила (4n, 5n или 6n) применяются в зависимости от среднего количества электронов, приходящихся на вершину.
4n правила применимы к структурам, содержащим около 4 электронов на вершину, таким как бораны и карбораны. Основой таких кластеров является дельтаэдр. 4n кластеры подразделяются на клозо-, нидо-, арахно-, гифо- и кладо-, в зависимости числа вершин, недостающих до полноценного дельтаэдра (0 для клозо-, 1 для нидо-, 2 для арахно-, и т. д.).
Однако при избытке электронов, начинают заполняться разрыхляющие молекулярные орбитали, что приводит к дестабилизации кластера, поэтому предпочтительной становится структура, определяемая 5n правилами. Это происходит при увеличении среднего числа электронов на вершину до 5. Основой для 5n структур являются 3-связные многогранники.
Аналогично при дальнейшем увеличении начинают применяться 6n правила. Структура 6n соединений основана на кольцах.
Теория молекулярных орбиталей позволяет более строго разделить 4n, 5n и 6n структуры.

Реальная структура Re_{4}(CO)_{12}^{2−} согласуется с предсказанием правил.

### 4nправила

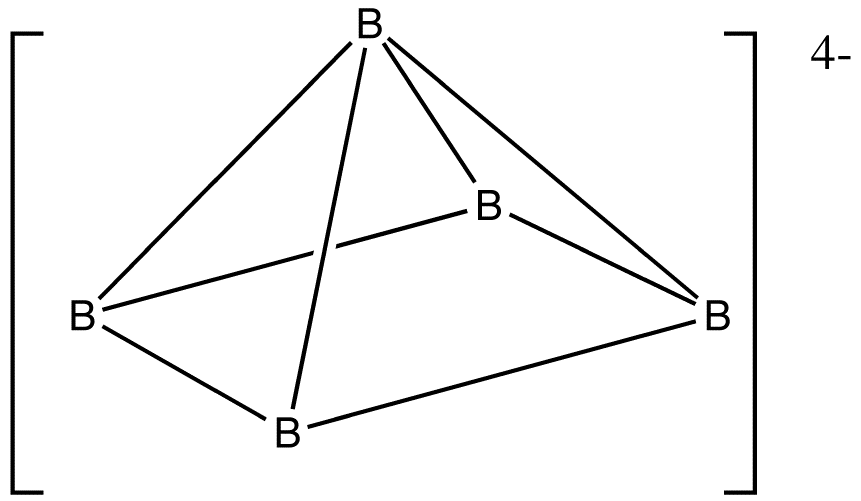
B5H5^{4-}, водороды опущены

Представленные ниже многогранники являются клозо многогранниками и основой для 4n правил. Количество вершин в кластере определяет, какой из многогранников станет основой структуры кластера.
| Количество вершин | Многогранник                                    |
| ----------------- | ----------------------------------------------- |
| 4                 | Тетраэдр                                        |
| 5                 | Тригональная бипирамида                         |
| 6                 | Октаэдр                                         |
| 7                 | Пентагональная бипирамида                       |
| 8                 | Плосконосый двуклиноид                          |
| 9                 | Трижды наращённая треугольная призма            |
| 10                | Скрученно удлинённая четырёхугольная бипирамида |
| 11                | Икосаэдр с сжатыми ребрами                      |
| 12                | Икосаэдр                                        |

Подсчитывая электроны, можно предсказать структуру вещества. n — количество вершин в кластере. 4n правила приведены в таблице ниже.
| Количество электронов | Название            | Структура                                                     |
| --------------------- | ------------------- | ------------------------------------------------------------- |
| 4n − 2                | Двунаращенный клозо | клозо многогранник из n — 2 вершин, 2 грани которого наращены |
| 4n                    | Наращенный клозо    | клозо многогранник из n — 1 вершин, 1 грань которого наращена |
| 4n + 2                | клозо               | клозо многогранник из n вершин                                |
| 4n + 4                | нидо                | клозо многогранник из n+1 вершин, 1 из которых отсутствует    |
| 4n + 6                | арахно              | клозо многогранник из n+2 вершин, 2 из которых отсутствует    |
| 4n + 8                | гифо                | клозо многогранник из n+3 вершин, 3 из которых отсутствует    |
| 4n + 10               | кладо               | клозо многогранник из n+4 вершин, 4 из которых отсутствует    |

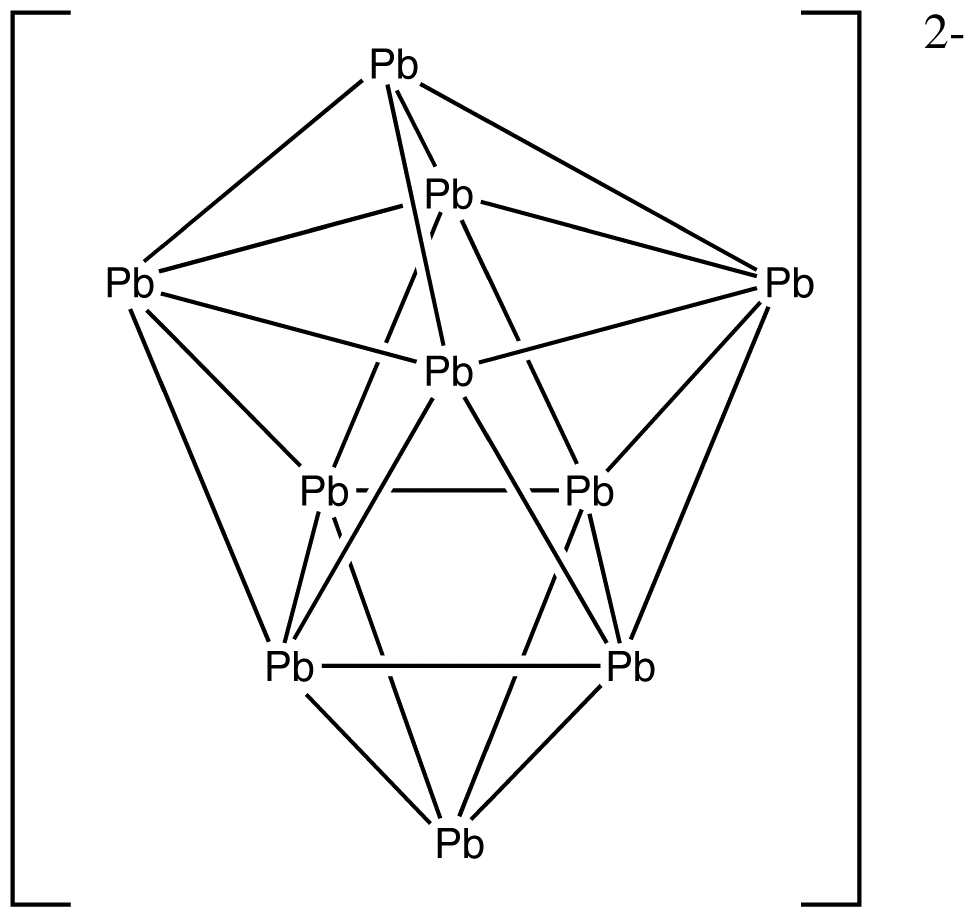
Pb^{2-}10

При подсчете общего количества электронов, учитываются только валентные электроны. Для каждого из атомов переходных элементов учитывается на 10 меньше электронов. Например, в Rh6(CO)16 общее количество электронов будет 6 × 9 + 16 × 2 − 6 × 10 = 86 – 6 × 10 = 26. Геометрия кластера будет представлять клозо многогранник, так как n = 6 и 4n + 2 = 26.
Другие важные правила:

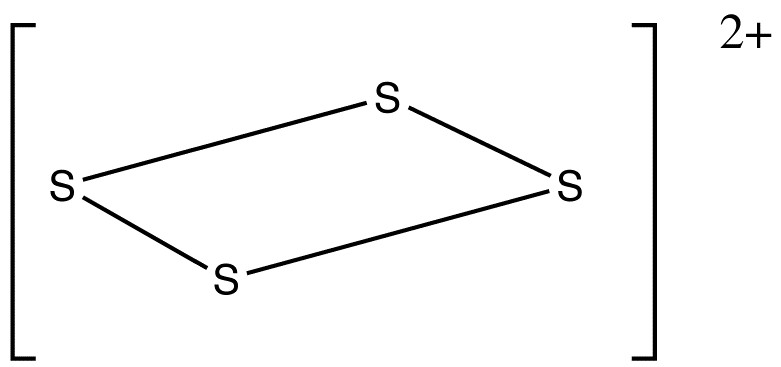
S^{2+}4

1. В кластерах состоящих в основном из переходных металлов, любые элементы главных групп, лучше всего рассматривать в качестве лигандов или мостиковых атомов, чем отдельных вершин.
2. Большие и электроположительные атомы стремятся попасть в вершины с наибольшим числом ребер, в то время как маленькие и электроотрицательные стремятся занять вершины с низким числом ребер.
3. В частном случае кластеров гидрида бора каждый бор, соединенный с 3 или более вершинами, имеет один концевой водород, а бор, связанный с 2 другими вершинами, имеет 2 концевых водорода. Если присутствует больше атомов водорода, они помещаются в открытые грани, чтобы выровнять координационное число вершин.
4. Для особого случая кластеров переходных металлов лиганды добавляются к металлическим центрам, чтобы дать металлам разумные координационные числа, и, если присутствуют какие-либо атомы водорода, они помещаются в положения мостиков для выравнивания координационных чисел вершин.

В общем случае клозо структуры представляют собой многогранники с n вершинами.
Чтобы предсказать структуру нидо кластера, необходимо удалить одну вершину из n+1 клозо кластера. То, какая вершина должна быть удалена, определяется свойствами атомов кластера: если они маленькие и электроотрицательные, убирается вершина, принадлежащая наибольшему количеству ребер, если же большие и электроположительные, наоборот.

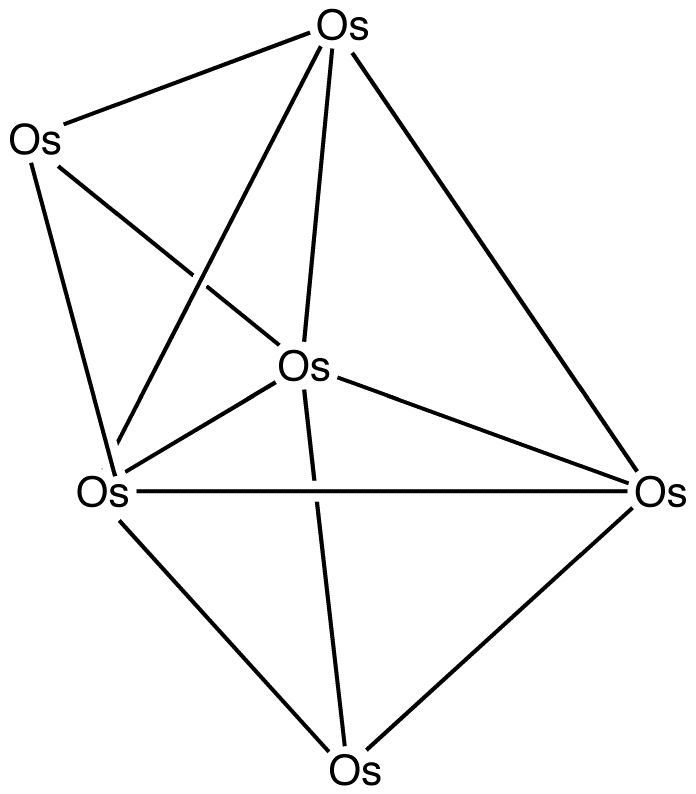
Os_{6}(CO)_{18}, карбонилы не указаны для ясности

Чтобы предсказать структуру арахно кластера, необходимо из n + 2 клозо кластера получить соответствующий нидо, используя предыдущее правило. После этого из нидо кластера удаляется вершина, соседняя с удаленной на первом шаге, если атомы маленькие и электроотрицательные, иначе удаляется вершина, не связанная с первой.
Пример: {\displaystyle {\ce {Pb^{2-}10}}}
Количество электронов: 10 × Pb + 2 (2- — отрицательный заряд иона) = 10 × 4 + 2 = 42.
Так как n = 10, 4n + 2 = 42, кластер — клозо скрученно удлинённая четырёхугольная бипирамида.
Пример: {\displaystyle {\ce {S^{2+}4}}}
Количество электронов: 4 × S — 2 (2+ — положительный заряд иона) = 4 × 6 — 2 = 22.
Так как n = 4, 4n + 6 = 22, тип кластера — арахно.
Основа структуры — октаэдр (тип — арахно, поэтому основа — n + 2 клозо). Атом серы относительно мал и электроотрицателен, поэтому первой удаляется вершина, принадлежащая наибольшему числу ребер(на самом деле в октаэдре все вершины принадлежат одинаковому количеству ребер). После этого удаляется вершина, не соседняя с предыдущей.
Пример: Os6(CO)18
Количество электронов: 6 × Os + 18 × CO — 6 × 10(6 атомов осмия, являющегося переходным элементом) = 6 × 8 + 18 × 2 — 60 = 24
Так как n = 6, 4n = 24, кластер — наращенный клозо.
Основа — тригональная бипирамида. Для получения наращенной клозо структуры, одна из граней наращивается.
Пример:{\displaystyle {\ce {B5H5^{4-}}}}
Количество электронов: 5 × B + 5 × H + 4 (-4 — отрицательный заряд иона) = 5 × 3 + 5 × 1 + 4 = 24
Так как n = 5, 4n + 4 = 24, кластер — нидо
Начиная с октаэдра, удаляем одну из вершин.
Правила также полезны при предсказании структур карборанов.
Пример: C2B7H13
Количество электронов = 2 × C + 7 × B + 13 × H = 2 × 4 + 3 × 7 + 13 × 1 = 42
Так как n = 9, 4n + 6 = 42, кластер — арахно.

### 5nправила
При увеличении числа электронов 5n правила начинают лучше предсказывать форму, чем 4n. Основными фигурами являются 3-связные многогранники(в которых каждая из вершин связана с 3 другими).

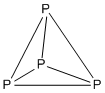
5n кластер: P_{4}

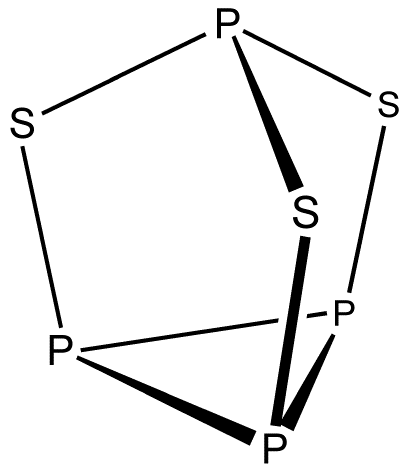
5n + 3 кластер: P_{4}S_{3}

5n + 6 кластер: P_{4}O_{6}

| Количество вершин | 3-связного многогранника                                                        |
| ----------------- | ------------------------------------------------------------------------------- |
| 4                 | Тетраэдр                                                                        |
| 6                 | Тригональная призма                                                             |
| 8                 | Куб                                                                             |
| 10                | Пентагональная призма                                                           |
| 12                | Двойственный плосконосому двуклиноиду                                           |
| 14                | Усечённая треугольная бипирамида (двойственна тринаращенной треугольной призме) |
| 16                | Усечённый четырёхугольный трапецоэдр                                            |
| 18                | Двойственный икосаэдру с сжатыми ребрами                                        |
| 20                | Додэкаэдр                                                                       |

| Общее количество электронов | Структура                                                      |
| --------------------------- | -------------------------------------------------------------- |
| 5n                          | 3-связный многогранник с n вершинами                           |
| 5n + 1                      | 3-связный многогранник с n-1 вершинами, с 1 вершиной на ребре  |
| 5n + 2                      | 3-связный многогранник с n-1 вершинами, с 2 вершинами на ребре |
| 5n + k                      | 3-связный многогранник с n-k вершинами, с k вершинами на ребре |

Пример: P4
Количество электронов: 4 × P = 4 × 5 = 20
Так как n = 4, 5n = 20, кластер — тетраэдр.
Пример: P4S3
Количество электронов: 4 × P + 3 × S = 4 × 5 + 3 × 6 = 38
Так как n = 7, 5n + 3 = 38, кластер — тетраэдр с 3 вершинами на ребрах.
Пример: P4O6
Количество электронов: 4 × P + 6 × O = 4 × 5 + 6 × 6 = 56
Так как n = 10, 5n + 6 = 56, кластер — тетраэдр с 6 вершинами на ребрах.

### 6nправила
При увеличении числа электронов в кластере, число электронов на вершину достигает 6. Такие кластеры описываются уже не 4n и 5n правилами, а 6n, которые основаны на кольцах.
| Общее число электронов | Предполагаемая структура                                     |
| ---------------------- | ------------------------------------------------------------ |
| 6n — k                 | n-членное кольцо с k⁄2 трансаннулярными связями              |
| 6n — 4                 | n-членное кольца с 2 трансаннулярными связями                |
| 6n — 2                 | n-членное кольцо с 1 трансаннулярной связью                  |
| 6n                     | n-членное кольцо                                             |
| 6n + 2                 | n-членная цепь (n-членное кольцо с одной разорванной связью) |

Пример: S8
Количество электронов = 8 × S = 8 × 6 = 48.

S_{8} структура, похожая на корону

Так как n = 8, 6n = 48, кластер — восьмичленное кольцо.
Пример: Гексан (C6H14)
Количество электронов = 6 × C + 14 × H = 6 × 4 + 14 × 1 = 38

6n + 2 кластер: гексан

Так как n = 6, 6n = 36 and 6n + 2 = 38, кластер — 6-членная цепь.